# Biscuit de Noël
Pour les articles homonymes, voir Biscuit (homonymie).
Les biscuits de Noël sont des assortiments de petites pâtisseries, préparées traditionnellement durant les fêtes de fin d'année, dans les pays germaniques et nombreux pays et régions du monde.

## Histoire
Les biscuits de Noël seraient apparus en Europe médiévale de l'ouest, lors de l'introduction de la cannelle, du gingembre, du poivrier noir, des amandes et des fruits secs dans la cuisine médiévale... 

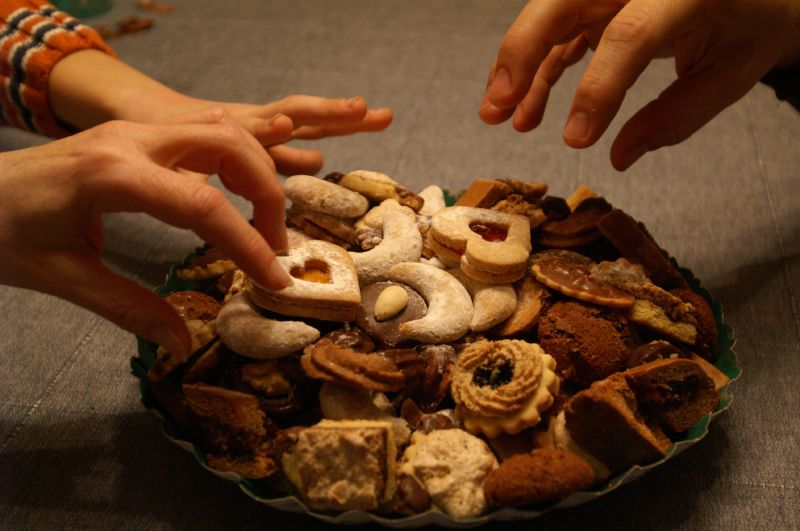
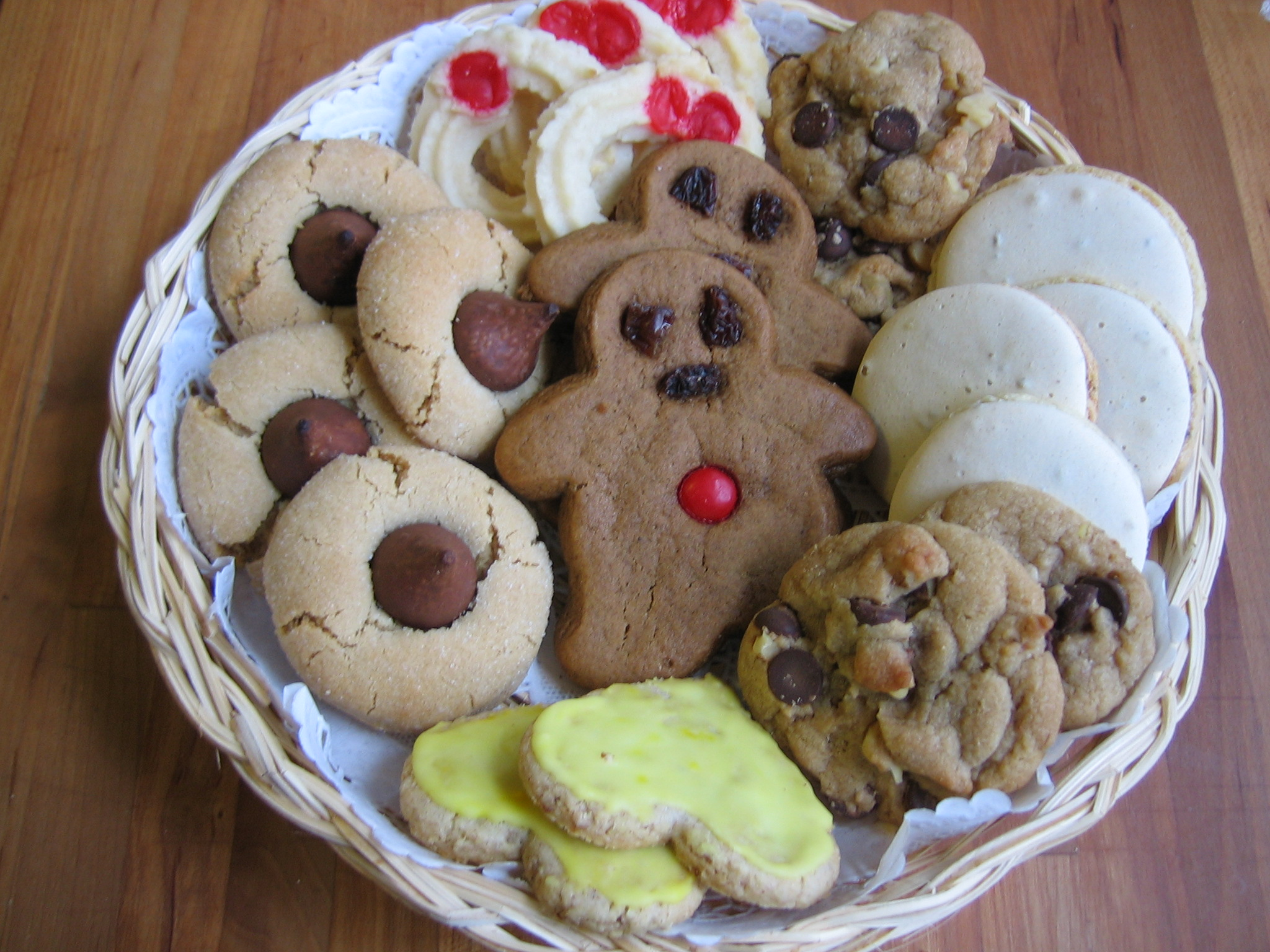
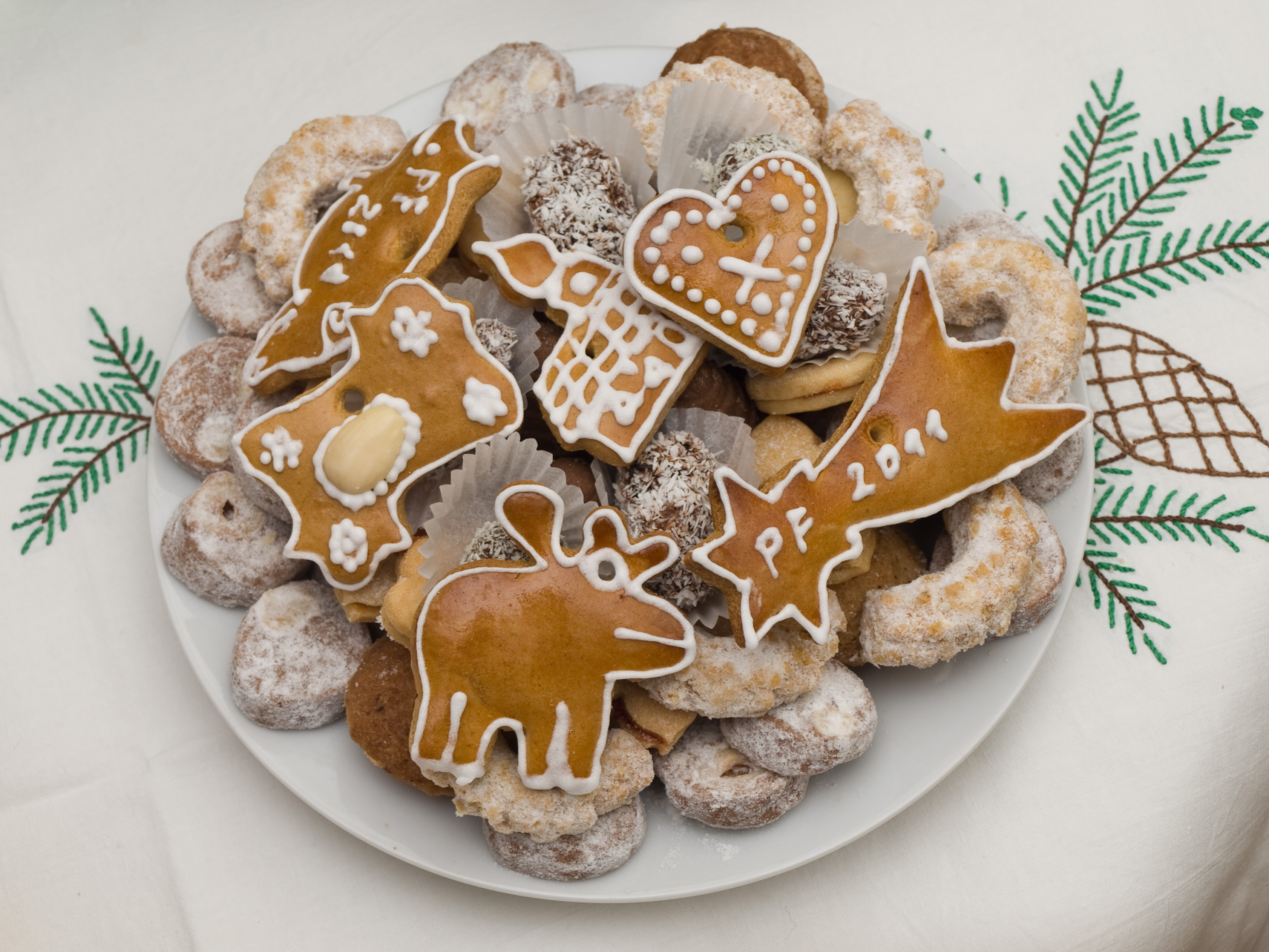

Durant le XVIe siècle, les biscuits de Noël deviennent populaires en Europe avec les pains d'épices (Lebkuchen) en Allemagne, le papparkakor en Suède ou le krumkake en Norvège. Au XVIIe siècle, les colons néerlandais introduisent cette tradition dans les colonies d'Amérique.

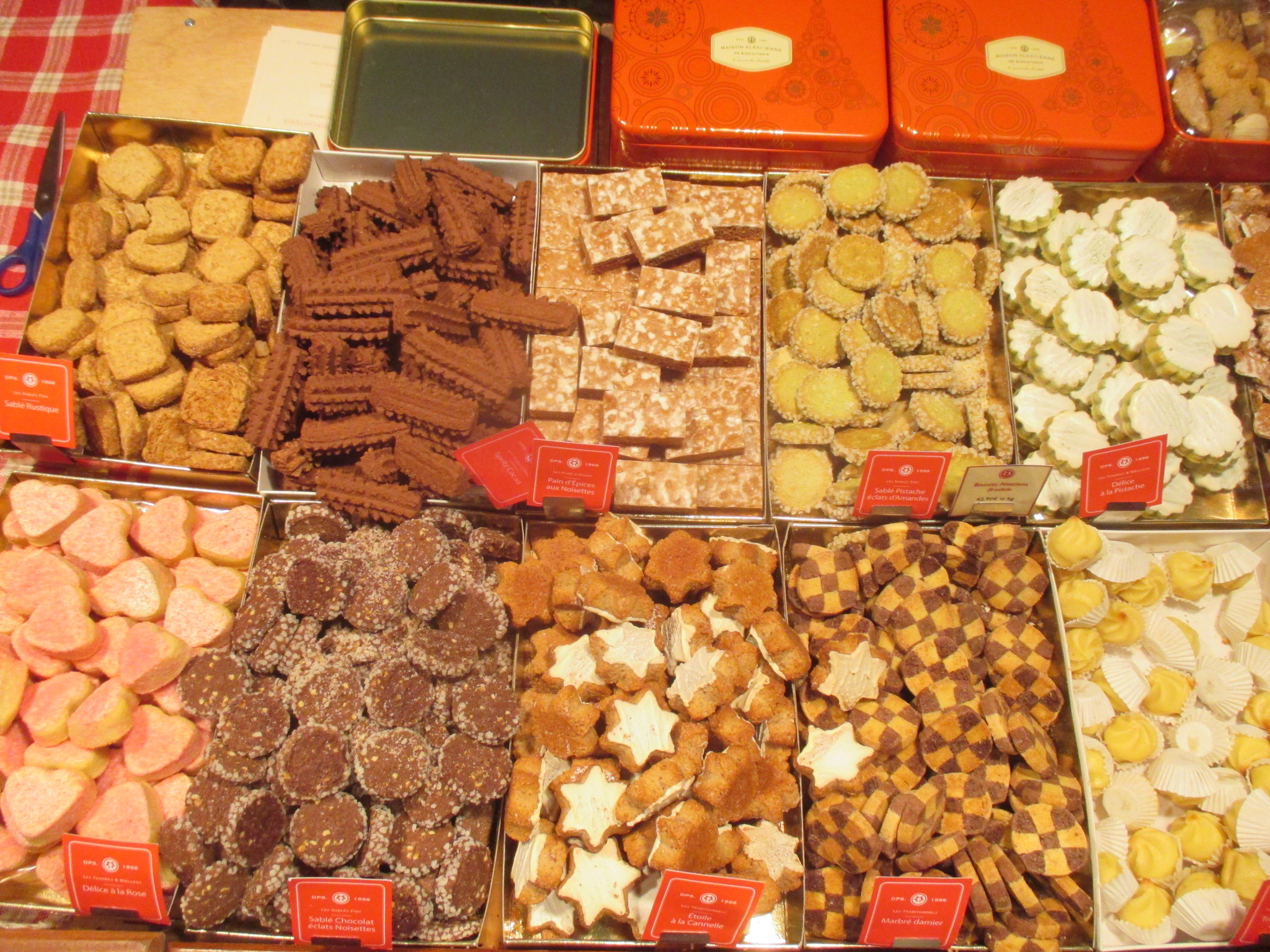
Marché de Noël de Riquewihr, maison alsacienne de biscuiterie
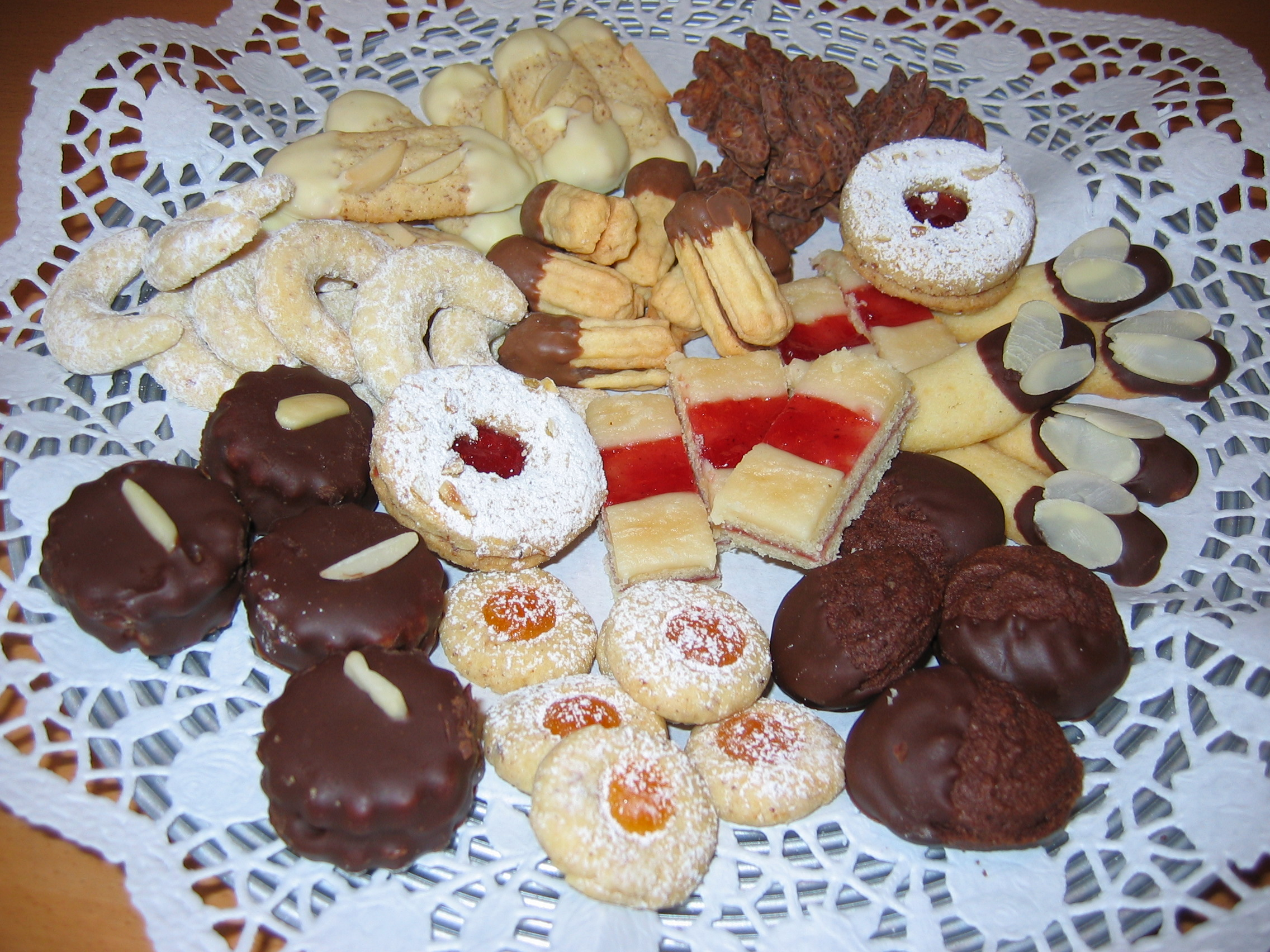
Bredele alsacien
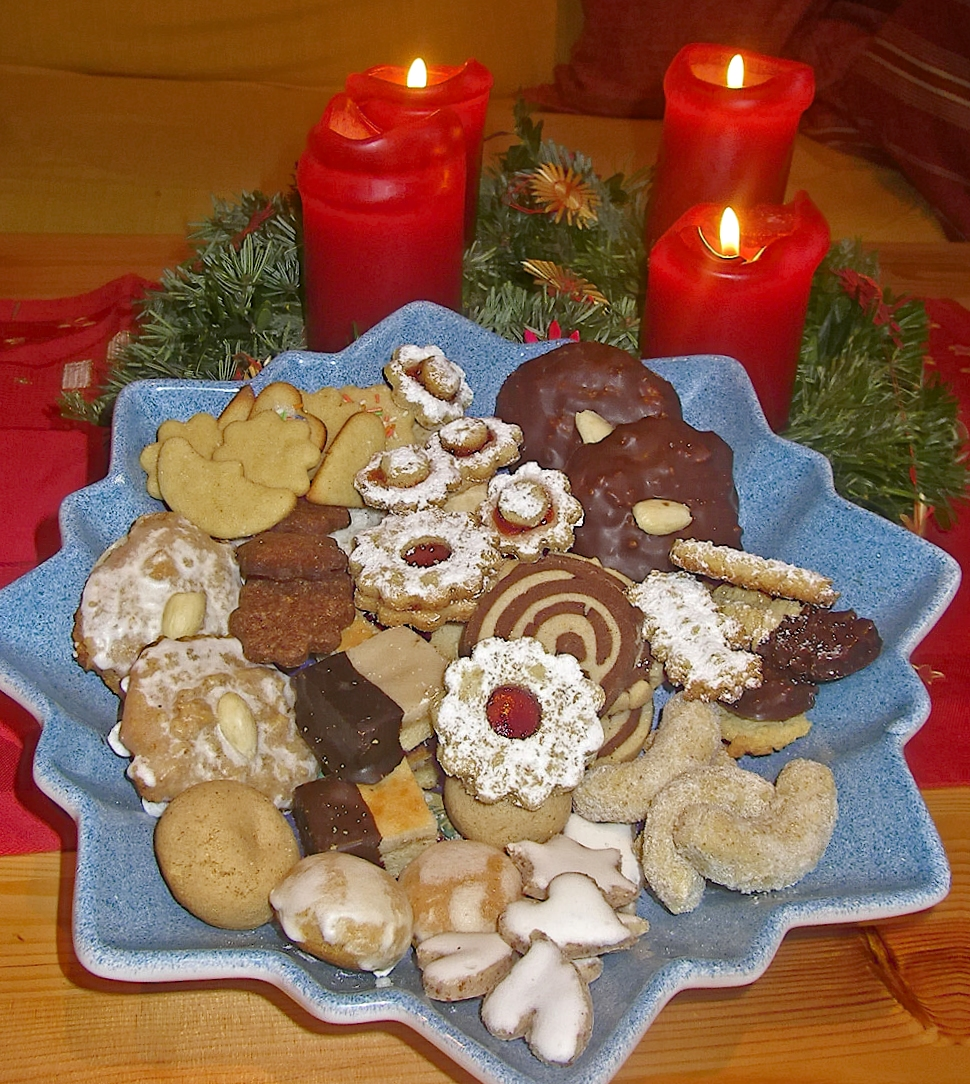
Exemples de biscuits de Noël de type plutôt allemand.
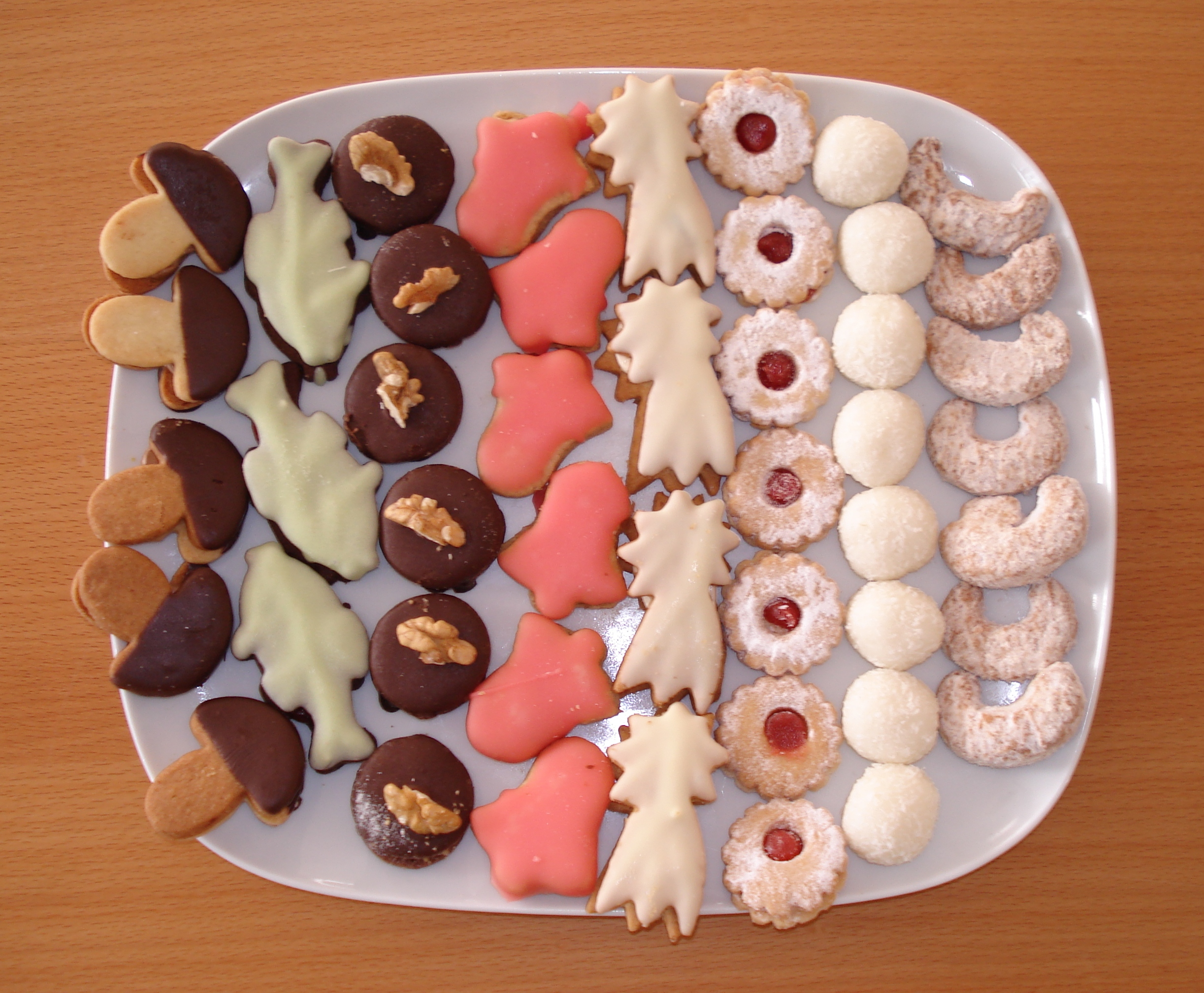
Exemples de biscuits de Noël de République tchèque.
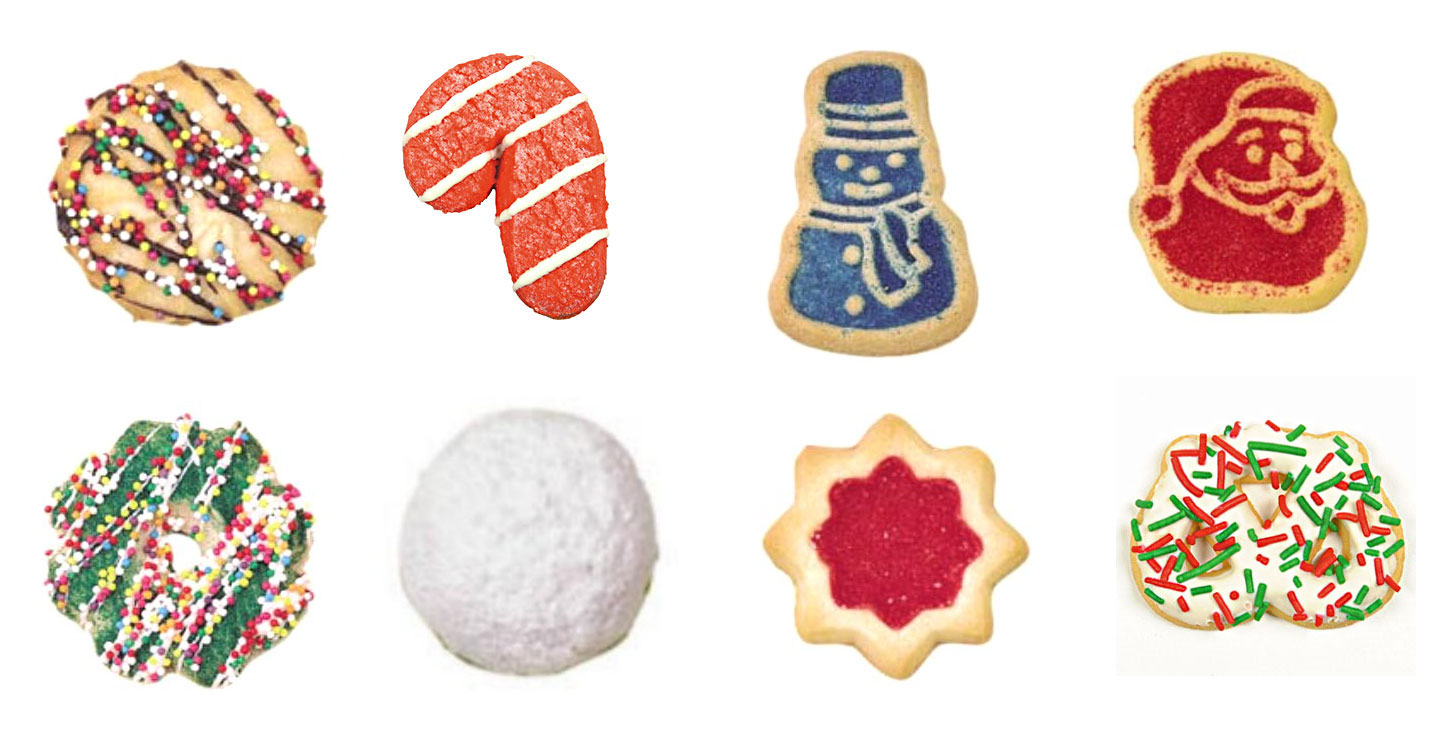
Exemples de biscuits de Noël de type nord-américain.

Ils sont à ce jour entre autres, un des produits traditionnels très populaires des Marché de Noël des pays germaniques.

## Par pays et région

### Finlande
En Finlande, comme dans d'autres pays d'Europe du nord, le biscuit de Noël (piparkakku) est largement consommé. 

### France
La tradition du biscuit de Noël est présente en Alsace avec entre autres les bredele...

### Suisse
En Suisse, on trouve les petits milanais (Mailänderli (de)), les bruns de Bâle (Basler Brunsli), les étoiles à la cannelle (Zimtsterne (de)) et les pains d'anis (Springerle) parmi les biscuits de Noël courants,.